# Wissenschaftsladen Bonn
Der Wissenschaftsladen (WILA) Bonn ist mit rund 35 Mitarbeitern der größte von über 75 Wissenschaftsläden weltweit. Unter dem Leitsatz „bilden – wissen – handeln“ will der WILA Bonn Menschen zum Handeln motivieren und befähigen, damit sie dazu beitragen können, die großen gesellschaftlichen Herausforderungen zu bewältigen. Dabei orientiert sich der WILA Bonn an den Nachhaltigkeitszielen der Vereinten Nationen (SDGs) und bei vielen Bildungsprojekten an den BNE-Schlüsselkompetenzen für Nachhaltigkeit der UNESCO. Es geht um Themen wie Klimawandel, Globalisierung, Biologische Vielfalt, Flächenverbrauch, Stadtentwicklung, Arbeitsmarkt und Bildung für nachhaltige Entwicklung. Der WILA Bonn versteht sich dabei als Vermittler und Brückenbauer zwischen zivilgesellschaftlichen Gruppen, engagierten Einzelpersonen, wissenschaftlichen Einrichtungen, Bildungsträgern, Kommunen und Unternehmen: Er ermutigt und befähigt Menschen, gemeinsam auf Augenhöhe neues Wissen zu erarbeiten und methodische, kommunikative und soziale Kompetenzen weiterzuentwickeln. Dafür ist der WILA Bonn 1984 angetreten und dieser partizipative Ansatz zieht sich bis heute durch alle Aktivitäten.
Ziel von Wissenschaftsläden ist es, Anfragen von Bürgern in Wissenschaft und Forschung hineinzutragen sowie Ergebnisse der Wissenschaft für Bürger verständlich aufzubereiten, sodass diese sich kompetent engagieren können. Wissenschaftsläden sehen sich in einer vermittelnden Rolle und fungieren als Brückenbauer. Sie unterscheiden sich damit von den zeitgleich entstandenen Öko-Instituten, die sich in erster Linie als – alternativ und kritisch arbeitende – Wissenschaftler verstehen. Als gemeinnütziger Verein arbeitet der WILA Bonn ohne Gewinnanspruch.

## Geschichte
Der WILA Bonn wurde 1984 von zunächst ehrenamtlichen Studierenden, die sich an der Wissenschaft im Elfenbeinturm störten, als gemeinnütziger Verein gegründet. Der Name geht zurück auf die Emanzipationsbewegungen der 1960er und 1970er Jahre, als in europäischen Großstädten leerstehende ehemalige Ladenlokale als 'Kinderläden', 'Schülerläden', 'Wissenschaftsläden' etc. umgewidmet und verwendet wurden. Auch in sieben anderen deutschen Städten entstanden Wissenschaftsläden nach niederländischem Vorbild. In den folgenden Jahren stieg die Zahl der Beschäftigten stetig an. 2012 zog der WILA in ein eigenes Gebäude in der Reuterstraße in Bonn um.

## Themen und Methoden
Der WILA beschäftigt sich in seiner Arbeit mit zentralen gesellschaftlichen Herausforderungen, wie dem Klimawandel, der Globalisierung oder nachhaltiger Stadtentwicklung. In seinen Projekten entwickelt er innovative Ideen und Konzepte, knüpft Netzwerke, erstellt Bildungsmaterialien und organisiert Veranstaltungen, bei denen sich Bürger und Wissenschaftler auf Augenhöhe austauschen können. Dabei ist der WILA in ganz Deutschland, aber auch im Ausland in Projekten der Europäischen Union aktiv. Seine Projekte sind trans- und interdisziplinär angelegt.
In seiner täglichen Arbeit setzt der Wissenschaftsladen eine breite Palette von Methoden ein, zum Beispiel Ausstellungen, Kampagnen, Multiplikatoren-Fortbildungen, Planspiele, Szenario-Workshops und Wissenschaftscafés. Dabei orientiert er sich an bestimmten Wertvorstellungen und Leitideen, darunter Bildung für nachhaltige Entwicklung (BNE), Globales Lernen, Nachhaltigkeit, Partizipation, Public Engagement / Citizen Science sowie Responsible Research and Innovation (RRI).

## Struktur und Finanzierung
Der Wissenschaftsladen Bonn ist ein selbstverwalteter Betrieb. Als gemeinnütziger Verein arbeitet er kostendeckend, aber nicht gewinnorientiert. Die Einrichtung als Ganze erhält keine institutionelle Förderung. Lediglich für sein Bildungszentrum bekommt der WILA Bonn eine regelmäßige Teilförderung, da er anerkannter Träger der Weiterbildung nach dem Weiterbildungsgesetz NRW ist.
Der Verein finanziert seine Arbeit durch Informations-, Mess- und Beratungs-Dienstleistungen, durch Kurse, Seminare und Vorträge des Bildungszentrums sowie durch Drittmittel-Projekte. Gefördert werden die Projekte des WILA Bonn u. a. von der EU-Kommission, Bundes- und Landesministerien, Bundesämtern, Fördernetzwerken, Stiftungen sowie einzelnen Kommunen.
Die Arbeit gliedert sich in die Bereiche Projekte, Bildungszentrum und die wöchentlichen Infodienste zum Arbeitsmarkt für Akademiker. Außerdem ist der WILA Bonn Träger des Naturerlebnisgeländes „Grüne Spielstadt“ in Bonn-Dransdorf und des benachbarten „Internationalen Gartens“.

## WILA Arbeitsmarkt
Der Wissenschaftsladen ist seit über 20 Jahren Herausgeber des WILA Arbeitsmarkt: Ziel der Publikation ist es, Berufsfelder zu analysieren, eine umfassende Berufsorientierung für Akademiker zu bieten und die aktuelle Entwicklung von Berufsfeldern anhand aktueller Stellenanzeigen darzustellen. Die Publikation beinhaltet jede Woche eine Übersicht von mehreren hundert aktuellen Stellenangeboten für Akademiker. Dafür werten Mitarbeiter des WILA Zeitungen, Fachzeitschriften und ausgewählte Onlineportale aus. Zusätzlich enthalten die Infodienste Hintergrundberichte zu Berufsfeldern, Karrierethemen und Arbeitsrecht.

## WILA Bildungszentrum
Das Bildungszentrum des Wissenschaftsladen Bonn ist anerkannter Träger der Weiterbildung. Es bietet Seminare, Weiterbildungen und Workshops in Bonn und teilweise auch in Berlin an. Zum Angebot gehören neben mehrtägigen beruflichen Fortbildungen (z. B. Bildungsurlaub) auch Abendveranstaltungen. Schwerpunkte sind die Themen Berufseinstieg, Nachhaltigkeit und Kompetenzen für Job und Leben.

## Auszeichnungen
Der WILA Bonn erhielt 2016 von der Landesregierung Nordrhein-Westfalen die Auszeichnung „Ort des Fortschritts“ verliehen. Damit wurde die Einrichtung für die Bearbeitung wichtiger gesellschaftlicher Herausforderungen wie der Energiewende und der biologischen Vielfalt sowie für den Einsatz für Citizen Science und Responsible Research and Innovation gewürdigt. Außerdem wurde die Herangehensweise des WILA Bonn, Wissenschaft und Forschung auf der einen Seite, Zivilgesellschaft auf der anderen Seite durch verschiedenartige Methoden zusammenzubringen, als zukunftsweisend hervorgehoben. Auch mehrere Projekte des WILA Bonn wurden ausgezeichnet: Die Projekte „Energiewende schaffen“ und „Serena Supergreen“, in denen es um Berufsorientierung in erneuerbaren Energien geht, wurden 2017 vom Rat für Nachhaltige Entwicklung zum „Projekt Nachhaltigkeit“ gekürt. Die im Rahmen des Projekts „Serena Supergreen“ entwickelte App erhielt außerdem eine GIGA-Maus als familienfreundliches Software-Produkt. Das Projekt „Natur in graue Zonen“ wurde von der UN-Dekade Biologische Vielfalt als Jahresprojekt 2016 ausgezeichnet. Das vom WILA entwickelte Planspiel „Tatort Wald“ erhielt 2011 den Deutschen Naturschutzpreis. Gleich vier Auszeichnungen erhielt das Projekt „Treffpunkt Vielfalt – PikoPark“. 2019 wurde das Projekt Teil der UN-Dekade Biologische Vielfalt, 2020 erhielt das Projekt den Preis ZeitzeicheN, 2021 den Anerkennungspreis des European Award for Ecological Gardening und 2022 den DW-Zukunftspreis der Immobilienwirtschaft. Seit 2023 ist der WILA Bonn eine Zertifizierte Einrichtung Bildung für nachhaltige Entwicklung.

## Mitarbeit in Netzwerken und Fachforen
- Arbeitsgemeinschaft Natur- und Umweltbildung (ANU)
- Bildungswerke Bonn/Rhein-Sieg
- Biologische Station Bonn/Rhein-Erft
- BION – Biodiversitätsnetzwerk Bonn
- Bonner Energie Agentur
- Energiewende jetzt
- Innowego
- Klima Bildung Köln
- Klimaschutzbeirat der Stadt Bonn
- Kompetenzzentrum Technik-Diversity-Chancengleichheit
- Landesarbeitsgemeinschaft Agenda 21 NRW
- Landesarbeitsgemeinschaft für eine andere Weiterbildung NRW
- Living Knowledge
- netz NRW
- wissnet